# Suchozaur
Suchozaur (Suchosaurus) – dinozaur z rodziny spinozaurów (Spinosauridae); jego nazwa znaczy "krokodyli jaszczur".
Żył w okresie kredy na terenach współczesnej Europy. Jego szczątki znaleziono w Anglii.
Suchozaura opisano na podstawie zębów. Ponieważ spinozaury i krokodyle mają bardzo podobne zęby, nawet zaliczenie tego gada do dinozaurów jest niepewne. Uznaje się go jako jeden z rodzajów rodziny spinozaurów lub nawet synonim baryonyksa.
Gatunki suchozaura:
- Suchosaurus cultridens (Owen, 1841)
- Suchosaurus girardi (Sauvage, 1897/98)